# Kaii Winkler
Kaii Liam Winkler (* 27. März 2006 in Miami Beach, Vereinigte Staaten) ist ein deutsch-US-amerikanischer Schwimmer. Er ist Juniorenweltrekordhalter in der Langbahn-Freistilstaffel über 4-mal-100 Meter. Bei den Junior Pan Pacific Championships 2022 gewann er für das US-amerikanische Schwimmteam Goldmedaillen in der 4-mal-100-Meter-Freistilstaffel und der 4-mal-100-Meter-Lagenstaffel sowie eine Silbermedaille über 50 Meter Freistil. Bei den Olympischen Sommerspielen 2024 tritt er für Deutschland im 100-Meter-Schmetterlingsschwimmen an.

## Werdegang
Winkler besitzt sowohl die US-amerikanische als auch die deutsche Staatsbürgerschaft. Sein Vater Dirk ist gebürtiger Deutscher. Sein älterer Bruder Finn ist ebenfalls Schwimmer. Bis 2024 trainierte er bei den Eagle Aquatics in Miami unter dem ehemaligen ungarischen Olympiateilnehmer Ádám Madarassy. In der zweiten Jahreshälfte 2024 wird er an die North Carolina State University wechseln, um dort zu trainieren und zu studieren.
2019 und 2022 nahm er an deutschen Jahrgangsmeisterschaften teil, bei denen er einige Siege errang und Jahrgangsrekorde aufstellte. Für die USA trat er 2022 als Nachwuchsathlet bei den Junior Pan Pacific Swimming Championships an und gehörte dabei zur 4-mal-100-Meter-Freistilstaffel, die mit 3:15,79 Minuten einen Juniorenweltrekord aufstellte. Daneben gewann er eine weitere Goldmedaille mit der 4-mal-100-Meter-Lagenstaffel sowie jeweils eine Silbermedaille mit der 4-mal-200-Meter-Freistilstaffel und auf 50 Meter Freistil. Im März 2023 stellte er als 16-Jähriger beim Pro Swim Series Meeting in Fort Lauderdale mit 48,81 Sekunden über 100 Meter Freistil einen deutschen und US-amerikanischen Altersklassenrekord auf und wenige Tage später mit 1:49,02 Minuten über 200 Meter Freistil einen weiteren deutschen Altersklassenrekord. Ab Juli des gleichen Jahres musste er für mehrere Monate aufgrund eines Fahrradunfalls pausieren.
Im Vorfeld der Olympischen Sommerspiele 2024 in Paris bemühte sich der Deutsche Schwimm-Verband (DSV) darum, Winkler eine Teilnahme an den Spielen für die deutsche Mannschaft zu ermöglichen. Bei den US-Trials in Indianapolis im Juni 2024 unterbot Winkler mit 51,51 Sekunden die Olympianorm von 51,67 Sekunden auf 100 Meter Schmetterling und erwarb damit die Startberechtigung für die Spiele. Damit war er schneller als jeder andere deutsche Schwimmer in dieser Disziplin im Kalenderjahr 2024. Als Nummer neun der US-amerikanischen Jahresrangliste schaffte er es jedoch nicht in den US-amerikanischen Olympiakader. Nachdem die Formalien für einen Wechsel der Sportlernation in enger Zusammenarbeit mit dem DSV geklärt wurden, stimmte nach dem Deutschen Olympischen Sportbund und dem US-Schwimmverband rund eine Woche vor Beginn der Olympischen Spiele auch das Internationale Olympische Komitee dem Wechsel zum deutschen Team zu. Winkler hatte bereits die Wochen zuvor am deutschen Olympiastützpunkt in Magdeburg mittrainiert. DSV-Leistungssportdirektor Christian Hansmann bezeichnete Winkler als „außergewöhnliches Talent mit entsprechender Perspektive für weitere Olympiazyklen“.

## Bestzeiten (Auswahl)
(Stand: 23. Juli 2024)
- 50 m Freistil: 22,49 sec, 4. März 2023, Fort Lauderdale (USA)
- 100 m Freistil: 48,81 sec, 2. März 2023, Fort Lauderdale (USA)
- 200 m Freistil: 1:49,02 min, 3. März 2023, Fort Lauderdale (USA)
- 50 m Schmetterling: 23,73 sec, 21. Juni 2024, Indianapolis (USA)
- 100 m Schmetterling: 51,51 sec, 22. Juni 2024, Indianapolis (USA)